# اووچوو
اووچوو (به بلغاری: Ovchevo) یک منطقهٔ مسکونی در بلغارستان است که در شهرستان ژبل واقع شده‌است.